# Sylvie Bouchet Bellecourt
Sylvie Bouchet Bellecourt (nascida em 3 de julho de 1957) é uma enfermeira francesa e política dos republicanos que é membro da Assembleia Nacional desde 2020, representando o 2º círculo eleitoral de Seine-et-Marne.